# 日本往生極楽記
『日本往生極楽記』（にほんおうじょうごくらくき）は、平安時代中期に慶滋保胤（? - 1002年）が編纂した往生伝。成立は寛和年間（985年 - 987年）頃と見られている。『日本往生伝』とも。

## 概要
「往生伝」とは、極楽往生をしたものの伝記またはその伝記を集めたもので、『日本往生極楽記』は日本で最古の往生伝とされる。この書は、聖徳太子をはじめとして、皇族から僧・庶民にいたる計45人の極楽往生の伝記を載せ、保胤の浄土信仰に基づいて編纂されたものである。
本書は保胤が在俗（寛和2年（986年）以前）の間に一旦完成し、兼明親王に加筆を頼んだ。兼明はさらに聖徳太子と行基の伝を追加すべしとの夢告を得たが、果たせずに薨じた。そこで、保胤が加筆し、兼明の夢告を果たしたという。
聖徳太子・行基・善謝・円仁・隆海の伝は六国史に依拠しており、円仁・増命・空也の伝は、それぞれ『慈覚大師伝』・『扶桑略記』所引伝・空也誄に拠っている。他、三十人ほどは出典不明であり、著者の見聞に拠ると思われる。

### 刊行本
- 『日本思想大系7　往生伝・法華験記』（井上光貞・大曾根章介 校注、岩波書店）に所収。
- 『日本往生極楽記・続本朝往生伝』（大曾根章介・小峯和明 校注、岩波文庫、2024年）、改訂新版

## 内容
1. 聖徳太子
2. 行基菩薩
3. 伝燈大師（善謝）
4. 慈覚大師
5. 澄海律師
6. 増命僧正
7. 無空律師
8. 明祐律師
9. 僧都済源
10. 智光・頼光両僧
11. 成意十禅師
12. 東塔住僧某甲
13. 兼算十禅師
14. 尋静十禅師
15. 春素十禅師
16. 昌延僧正
17. 弘也沙門
18. 伝燈阿闍梨（千観）
19. 僧明請
20. 僧真頼
21. 僧広道
22. 住僧勝如
23. 修行僧（箕面滝の修行僧）
24. 住僧平珎
25. 増祐沙門
26. 僧玄海
27. 真覚沙門
28. 薬連沙門
29. 尋祐沙弥
30. 尼某甲（光孝天皇孫）
31. 尼某甲（寛忠姉）
32. 尼某甲（伊勢国飯高郡上平郷人）
33. 高階真人（高階良臣）
34. 藤原義孝
35. 源憩
36. 越智益躬
37. 女仏子伴氏
38. 女弟子小野（小野喬木女）
39. 女弟子藤原
40. 女人息長（近江国坂田郡女人）
41. 一老婦（伊勢国飯高郡老婦）
42. 一婦女（加賀国婦女）

『日本往生全伝 １　日本往生極楽記（慶滋保胤）』, 国立国会図書館を基に作成